# Charte du Carnaro

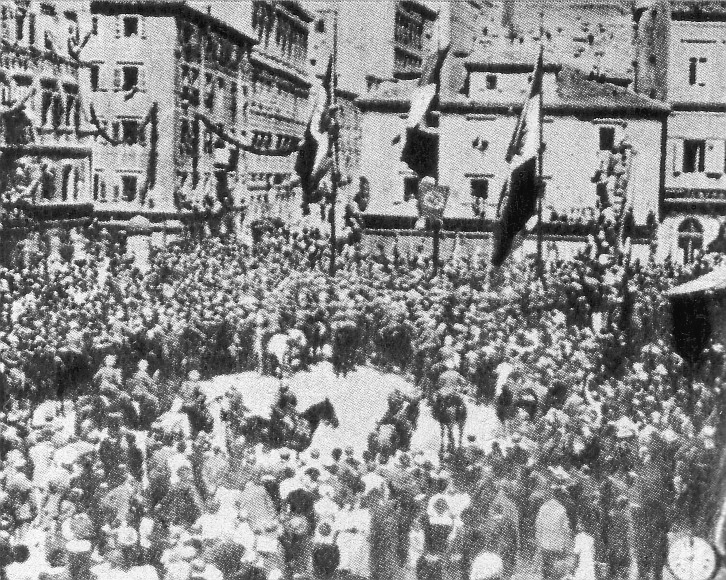
Proclamation de la Régence italienne de Carnaro.

La charte du Carnaro (Carta del Carnaro en italien) est la constitution de la régence italienne du Carnaro, à Fiume, fondée par Gabriele D'Annunzio le 8 septembre 1920. Proche du  Traité de Rapallo (1920), le régime de D'Annunzio fut évincé par les forces militaires italiennes durant Noël 1920, et le 31 décembre l'État libre de Fiume fut établi. La Constitution associait des valeurs anarchistes, républicaines et démocrates. D'Annunzio est souvent perçu comme le prédécesseur du mouvement fasciste italien. Ses propres idéaux politiques apparurent à Fiume qu'il dirigea avec le syndicaliste Alceste De Ambris. De Ambris gérait la bureaucratie politique, à laquelle D'Annunzio ajoutait ses talents de poète. La charte est célèbre pour avoir déclaré la musique comme le principe fondamental de l'État.

## Corporations
La Constitution prévoyait un système corporatiste, dans lequel neuf corporations représentaient les différents secteurs de l'économie où l'adhésion était obligatoire, ainsi qu'une dixième corporation qui représentait les « individus supérieurs tels les poètes, les héros et les surhommes ».
Les neuf autres corporations étaient :
- les ouvriers en industrie et agriculture
- les marins
- les techniciens en industrie et agriculture
- les patrons
- les administrations et les secrétariats privés
- les professeurs et les étudiants
- les avocats et les médecins
- les fonctionnaires
- les travailleurs dans les coopératives

## Pouvoir exécutif
Le pouvoir exécutif était réparti entre 7 ministres (rettori) :
- Affaires étrangères
- Trésor public
- Éducation
- Police et justice
- Défense
- Économie publique
- Travail

## Pouvoir législatif
Le pouvoir législatif fonctionnait en bicamérisme. Associant l'(Arengo del Carnaro), qui gérait les pouvoirs étrangers, les amendements de la constitution et la nécessité d'un dictateur en temps de crise.
- Le conseil des meilleurs, (Consiglio degli Ottimi) - élu au suffrage universel pour une durée de 3 ans était responsable de la législation concernant les lois civiles, la justice criminelle, la police, les forces armées, l'éducation, la culture et les liens entre le gouvernement et les communes.

- Le conseil des corporations (Consiglio dei Provvisori) - 60 membres choisis par les neuf corporations pour un mandat de deux ans était responsable des lois concernant le commerce et les affaires, le travail, les services publics, le transport et le commerce et les échanges, les travaux publics, les métiers dans le secteur médical ou du droit.

## Pouvoir judiciaire
Le pouvoir judiciaire était réparti en cours : 
- La cour suprême, (Corte della Ragione, « cour de la raison »)
- La cour communale, (Buoni Uomini, « les bons hommes »)
- La cour du travail (Giudici del Lavoro)
- La cour civile (Giudici Togati, « Juges en toges »)
- La cour criminelle (Giudici del Maleficio)